# Altmark (streek)

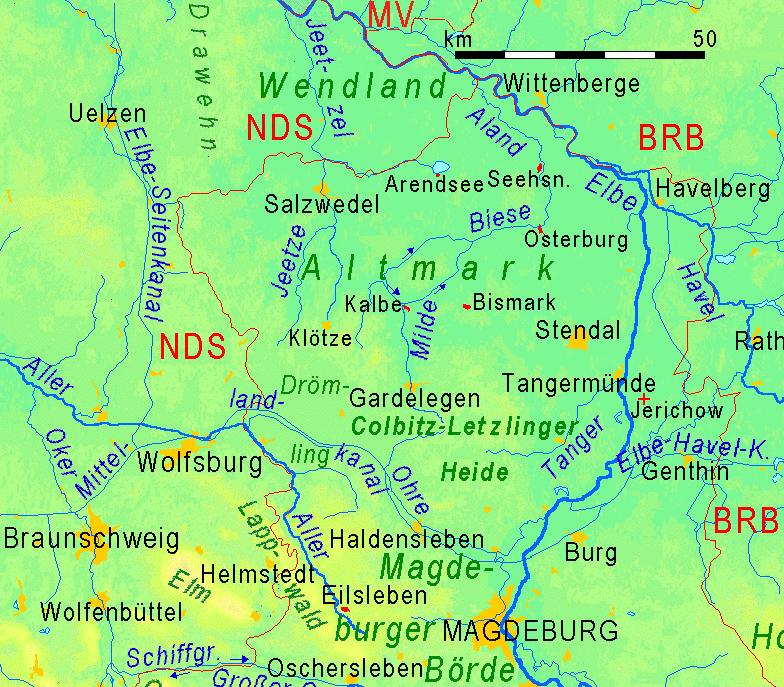
De ligging van de Altmark

De Altmark is een streek in het noorden van de Duitse deelstaat Saksen-Anhalt. Deze historische regio wordt in het oosten begrensd door de Elbe. De regio heeft qua bestuurlijke structuur en qua grenzen lange tijd ongewijzigd gefunctioneerd. Na de herindeling van Saksen-Anhalt in 1994 is de Altmark echter verdeeld in de Altmarkkreis Salzwedel en het district Stendal. De oostelijke delen van het district Stendal worden bij de Altmark gerekend. Aangrenzende regio's zijn Wendland in het noorden, Prignitz in het noordoosten, Havelland in het oosten, Magdeburger Börde in het zuiden en de Lüneburger Heide in het westen.
In de dorpen in deze regio spreekt men Nedersaksisch (Platduits).

## Geschiedenis

### Oudste geschiedenis tot de late middeleeuwen
Voor de Volksverhuizing werd dit gebied door de Longobarden bewoond. Later volgden de Saksen in het noordwesten en de Slaven in het oosten. Na de oorlogen van de Franken tegen de Saksen werd dit gebied in het Karolingische rijk opgenomen en kreeg het onder Karel de Grote de naam Noordmark. Het moest het stamhertogdom Saksen beschermen tegen de Slaven. Na de splitsing van het Frankische rijk viel de Noordmark in de negende eeuw onder de Saksische bisdommen Verden en Halberstadt in Oost-Francië. De naam Altmark (Antiqua Marchia: oude mark) komt in 1304 voor het eerst in de bronnen voor.
Na de dood van markgraaf Gero werd de Noordmark van de rest van Saksen gescheiden. In 1134 beleende keizer Lotharius III de Ascaniër Albrecht I met dit gebied. Voor hem vormde dit de uitvalsbasis voor de verovering van het Oosten. Na de uiteindelijke verovering van de vesting Brandenburg in 1157 werd de Noordmark een onderdeel van de mark Brandenburg met Albrecht I als de markgraaf.
Na het uitsterven van de Brandenburger dynastie van de Ascaniërs verviel Brandenburg en daarmee ook de Altmark vanaf 1324 onder de heren van Wittelsbach en Luxemburg, die zich vanaf 1356 keurvorst noemden. Met keizer Karel IV werd Tangermünde als buitenplaats/zomerplaleis (Nebenresidenz) van Praag uitgebouwd. Na bijna 100 jaar van onrust in de regio regeerden de heren van Hohenzollern over het keurvorstendom Brandenburg en Altmark.

### Moderne tijd
Vanaf 1701 behoorde de Altmark als onderdeel van de Mark Brandenburg tot de kernprovincie van het koninkrijk Pruisen. Na de nederlaag van de Pruisen in de oorlogen tegen Napoleon in 1806 kwam de Altmark bij het koninkrijk Westfalen. Na het Wener Congres in 1815 verviel zij aan de Pruisische provincie Saksen en viel uiteen in de gebieden Salzwedel, Gardelegen, Osterburg en Stendal.

Von diesem flachen Lande hier,

von der altmärkischen Heimat,

die ja auch die meinige ist,

ist die Kraft und der Anstoß zur Bildung

des kurbrandenburgischen Staates

und Preußens und schließlich

zur Wiedergeburt des deutschen Reiches ausgegangen. (Otto von Bismarck, Stendal, 12 juli 1894)

Na het einde van Pruisen in 1947 viel de Altmark onder Saksen-Anhalt. En na de vorming van de Duitse Democratische Republiek viel het vanaf 1952 onder het Bezirk Maagdenburg.

## Rivieren
- Elbe
- Havel
- Biese met haar zijrivier Uchte
- Milde
- Jeetze
- Dumme
- Purnitz

De in de Altmark ontspringende rivieren stromen naar het noorden af voornamelijk via de Elbe.
Een bijzonderheid is de Arendsee in het Noorden van de Altmark. Deze ontstond niet in de ijstijd maar ontstond na de instorting van een ondergrondse zoutlaag.

## Steden en dorpen
De grootste en belangrijkste steden zijn de Hanzesteden Salzwedel en Stendal.
- Gardelegen
- Osterburg
- Salzwedel
- Seehausen
- Stendal
- Tangermünde
- Werben
- Arendsee
- Arneburg
- Bismark
- Kalbe (Milde)
- Klötze
- Tangerhütte
- Havelberg
- Sandau (Elbe)

## Economie en toerisme
In de Altmark is de landbouw erg belangrijk maar men probeert zich ook richting het toerisme te ontwikkelen. Zo is er de Straße der Romanik, een route langs romaanse kerk- en kloostergebouwen.

## Verkeersverbindingen
- Autobahn A 14 (nadat verlenging in noordelijke richting gereed is)
- Bundesstraße B 71, B 107, B 188, B 189, B 190, B 248
- Spoorwegen:
  - Uelzen-Salzwedel-Maagdenburg
  - Wittenberge-Salzwedel-Oebisfelde
  - Hannover-Stendal-Berlijn
  - Maagdenburg-Stendal-Wittenberge
  - Bismark-Kalbe (Milde)
  - Stendal-Tangermünde

## Weetje
- De Duitse tanker Altmark, werd naar de streek genoemd.